# Punta Oriental
Punta Oriental är en udde i Chile. Den ligger i den södra delen av landet, 2 400 km söder om huvudstaden Santiago de Chile.
Terrängen inåt land är huvudsakligen kuperad, men norrut är den platt. Havet är nära Punta Oriental åt sydost. Trakten är glest befolkad. Det finns inga samhällen i närheten. 